# Comuna Slivo Pole, Ruse
Slivo Pole (în bulgară Сливо Поле) este o comună în regiunea Ruse, Bulgaria, formată din orașul Slivo Pole și satele Babovo, Borisovo, Brășlen, Goleamo Vranovo, Iudelnik, Koșarna, Malko Vranovo, Reahovo, Stambolovo și Cereșovo. 

## Demografie
Componența etnică a comunei Slivo Pole
     Romi (10,15%)
     Turci (35,35%)
     Bulgari (43,58%)
     Nicio identificare (9,28%)
     Altele (1,62%)
La recensământul din 2011, populația comunei Slivo Pole era de 10.855 locuitori. Nu există o etnie majoritară, locuitorii fiind bulgari (43,58%), turci (35,35%) și romi (10,15%). Pentru 9,28% din locuitori nu este cunoscută apartenența etnică.